# Kárpátaljai Magyar Kulturális Szövetség
A Kárpátaljai Magyar Kulturális Szövetség (KMKSZ) (ukránul: Товариство угорської культури Закарпаття) a kárpátaljai magyarok kulturális, politikai és szociális érdekeit védő nemzetiségi társadalmi szervezet. 1989. február 26-án alapították Ungváron. Létrejöttének kezdeményezője, első elnöke Fodó Sándor volt.
A szervezet célja a Kárpátalján (Ukrajna Kárpátontúli területén) élő magyarság kultúrájának, nemzeti hagyományainak, anyanyelvének megőrzése és ápolása, művelődésének és oktatásának elősegítése és a fentiekhez kapcsolódó érdekvédelem. Törekszik a nemzetiségi önigazgatás megteremtésére és a magyar kulturális és oktatási intézményrendszer kiépítésére. Ezek érdekében részt vesz az ország és a terület politikai életében, a választásokon képviselőjelölteket állít; az állami szervek felé javaslatokat dolgoz ki; az állami és önkormányzati szervekbe szószólókat és tanácsadókat delegál. Gondoskodik a nemzeti ünnepek és történelmi évfordulók megünnepléséről.
Tevékenységét a nemzetközi jogi normáknak és Ukrajna Alkotmányának, törvényeinek keretei között végzi. Támogatja Ukrajna egységes európai biztonsági rendszerbe történő betagozódását, Európához való felzárkózását és a határok átjárhatóságát szolgáló lépéseket.

## Történelem
2015. február 17-én bejegyzésre került a „KMKSZ” Ukrajnai Magyar Párt annak érdekében, hogy biztosítsa a választásokon való részvétel lehetőségét.	
A 2020-as ukrajnai önkormányzati választások után a KMKSZ irodáiban az Ukrán Biztonsági Szolgálat (SZBU) fegyveres egységei jelentek meg, Brenzovics László elnököt és a szervezethez kapcsolódó alapítványok vezetőit hazaárulással és szeparatizmussal vádolták meg.

## Szervezet
A KMKSZ-nek öt középszintű szervezete és 110 (helyi) alapszervezete van. Tagjainak létszáma mintegy 41 000.
Elnöke Brenzovics László, akit az 2021. október 9-i kongresszuson erősítettek meg pozíciójában.
1993 óta az Európai Nemzetiségek Föderatív Uniója (FUEN) tagja.

## Tevékenységek
A KMKSZ képviselői 1990 óta vesznek részt a Kárpátaljai Megyei Tanács munkájában. A „KMKSZ” Ukrajnai Magyar Párt a 2020-as ukrajnai önkormányzati választások eredménye alapján a harmadik–negyedik legnagyobb frakcióval rendelkezik.
Brenzovics László 2014 és 2019 között az ukrán parlament, a Legfelsőbb Tanács (Verhovna Rada) képviselője volt.
A KMKSZ alapítója a Kárpátalja hetilapnak és a Karpatszkij Objektivnek, emellett számos könyvet ad ki.